# 六李集
六李集是明代内乡顺阳（今河南省淅川县李官桥镇）李氏家族中两代六人的诗集。他们分别是，李宗木的《杏山集》共八卷、李蓘的《太史集》共六卷、李荫的《比部集》共九卷、李云鹄的《侍御集》共四卷、李云雁的《白羽集》共二卷以及李云鸿的《秋羽集》共五卷。这六人之中，李宗木是父亲，其余五人皆为李宗木之子。

## 人物介绍
- 李宗木，字繼仁，号杏仙，嘉靖十九年（1540年）举人。他的诗法取自杜甫，深受清朝诗作家王世祯的推崇，并有“儒宗”之称。
- 李蓘，字于田，号少庄，晚年自号黄谷山人，嘉靖三十二年（1553年）进士，他的写作风格多沿袭前七子之一的何景明，未能自成一家。
- 李荫，字于美，号岞客，嘉靖四十三年（1564年）举人。
- 李云鹄，字黄羽，万历二十年（1592年）第三甲赐同进士出身。
- 李云雁，曾考取举人，具体资料不详。[2]
- 李云鸿 ， 崇祯四年（1631年）第三甲赐同进士。